# نمودار راگونی

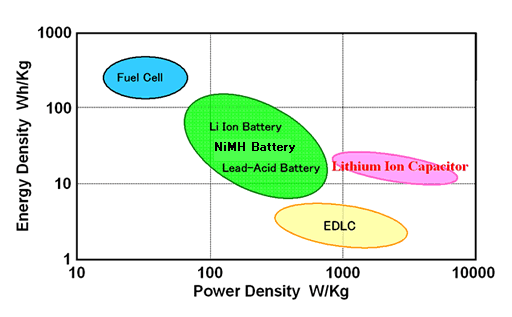
نمودار راگونی نشان دهنده انرژی ویژه برحسب توان ویژه برای افزاره‌های مختلف ذخیره‌سازی-انرژی

یک نمودار راگونی (‎/rəˈɡoʊniː/‎ rə-GOH-nee) نمودار مورد استفاده برای مقایسه‌کردن چگالی انرژی افزاره‌های مختلف ذخیره‌سازی انرژی است. در چنین نموداری مقادیر انرژی ویژه (در وات. ساعت/ کیلوگرم) برحسب توان ویژه (در وات/کیلوگرم) رسم می‌شود. هر دو محور لگاریتمی هستند، که امکان مقایسه عملکرد افزاره‌های بسیار متفاوت را می‌دهد. نمودارهای راگونی می‌تواند اطلاعاتی در مورد چگالی انرژی وزنی نشان دهد، اما جزئیاتی در مورد چگالی انرژی حجمی ارائه نمی‌دهد.
نمودار راگونی ابتدا برای مقایسه عملکرد باتری‌ها استفاده شد. با این حال، این نمودار برای مقایسه هر وسیله ذخیره‌کننده انرژی، و همچنین افزاره‌های انرژی مانند موتورها، توربین‌های گازی و پیل‌های سوختی مناسب است. نام نمودار برگرفته از دیوید وی راگونی است.
برای سیستم‌های الکتریکی، معادلات زیر مربوط است:
{\displaystyle {\text{specific energy}}={\frac {V\times I\times t}{m}},}
{\displaystyle {\text{specific power}}={\frac {V\times I}{m}},}
که V ولتاژ (V) , I جریان الکتریکی (A) , t زمان (s) و m جرم (kg) است.